# Лишон
Лишон (вьет. Lý Sơn) — островной уезд во Вьетнаме, в провинции Куангнгай. Площадь уезда — более 10 км²[уточнить], население — 18 550 человек (2019). В отличие от других уездов провинции, Лишон не разделён на административно-территориальные единицы общинного уровня. Географически, территорию уезда составляют острова Лон (вьет. Lớn), Бе (вьет. Bé) и Муку (вьет. Mù Cu).

## История
Уезд начал существование 1 января 1993 в соответствии с Решением Совета министров 337/HDBT[уточнить] от 21 сентября 1992. Новый уезд составили общины Биньвинь и Биньйен, выделенные из уезда Биньшон; в новый уезд они вошли под именами Ливинь и Лихай соответственно. В 2003 году часть территории общины Ливинь выделена в отдельную общину Анбинь, а Ливинь и Лихай переименованы в Анвинь и Анхай. В начале 2020 года Постоянный комитет Национального собрания Резолюцией 867/NQ-UBTVQH14 упразднил все три общины, и уезд Лишон больше не имеет разделения на более мелкие единицы.

## География
Уезд расположен на трёх островах, расположенных примерно в 30 километрах от материка: Лон (вьет. Lớn, «большой»), Бе (вьет. Bé, «малыш») и Муку (вьет. Mù Cu). Муку в настоящее время соединён дамбой с островом Лон.
Острова Лишона на 70 % являются результатом вулканической активности и состоят в основном из базальта. Вулканическая активность протекала в два этапа: 10-11 миллионов лет назад и около одного миллиона лет назад. В Лишоне есть несколько потухших вулканов и многочисленные объекты вулканического происхождения, представляющие интерес для туристов (арки, пирамиды и пр.).
Климат двухсезонный, сезон дождей — с сентября по декабрь.

## Экономика
На момент создания в 1993 году Лишон был бедным уездом, но инвестиции и программы развития государственного и провинциального уровня привели к многократному росту экономики. За 30 лет экономика выросла в 24 раза, и к 2022 году её объём составил 2 061 миллиарда донгов. Рыболовство и сельское хозяйство выросло в 15,7 раз до 945,5 млрд донгов за тот же период, объём добычи морских биоресурсов — до 28 640 тонн в год (рост в 13,7 раза). Средний доход на душу населения в 2022 году достиг 37,5 миллиона донгов на человека в год (рост в 192 раза), количество бедных домохозяйств снижено до 10,12 %.
В 2020 году лишонские лук и чеснок были зарегистрированы как товарные знаки защищённого географического указания.

### Туризм
Активно развивается туристическая отрасль, и на 2022 год на её долю приходилось более 50 % экономики. За период с 2010 по 2019 количество посетивших Лишон туристов выросло с 8800 до 265 тысяч за год. К 2022 году количество мест в отелях превысило одну тысячу.

## Инфраструктура
Разработаны и реализуются проекты Военно-гражданского медицинского центра, системы волноломов, причалов, водохранилища, завода по переработке отходов.
Катерные маршруты связывают острова Лон и Бе, а также остров Лон с портом Шаки на материке.